# Maribel Forcadas Berdusán
Maribel Forcadas Berdusán (Uncastillo, Saragossa, 4 de juny de 1949-Getxo, Biscaia, 14 de juny de 2012) va ser una metgessa i professora d'universitat, especialitzada en neurologia i epileptologia.
Maribel Forcadas va residir durant els seus primers anys a diversos pobles del Pirineu aragonès, on el seu pare exercia com a metge internista. Va sorgir en ella una primerenca vocació que la va portar a cursar la carrera de medicina entre 1967 i 1973 a la Universitat de Saragossa. Va realitzar la residència en medicina interna a l'Hospital de Cruces, a Getxo. Descobrí la neurofisiologia i la neurologia, sota la influència de Pedro Madoz i Juanjo Zarranz, i realitzà una estada a l'Hospital Pelegrin de Bordeus amb el professor Hugues Loiseau. Això la portà a dedicar-se de manera definitiva a la neurologia, i més concretament a l'epileptologia.
Des d'octubre de 1982 va treballar com a professora ajudant a la Universitat del País Basc, on va realitzar el seu doctorat. El 1990 va ser nomenada professora associada i des de 1996 va exercir com a professora titular de patologia clínica a la Facultat de Medicina d'aquesta universitat. Va compaginar la labor docent amb la tasca assistencial a l'Hospital de Cruces, en què exercia el càrrec de cap de secció del Servei de Neurologia, i on va crear la unitat d'epileptologia i va introduir la cirurgia de l'epilèpsia. Va escriure nombrosos articles i llibres entre els quals destaca Epilèpsia i dona (ISBN 8481745944, Elsevier, 2001). Va morir al juny de 2012 d'un càncer de còlon.